# 延雪平區域交通
延雪平區域交通（瑞典語：Jönköpings Länstrafik，簡稱：JLT）是瑞典延雪平的一個行政機構，負責管理延雪平地區的公共交通服務。延雪平的公共交通服務由約25家公司承辦，其中包括負責延雪平市區交通的Vy Buss。現時此機構管理下有260輛巴士運行，其中100輛用於市區交通。

## 歷史
延雪平區域交通股份有限公司（Jönköpings Länstrafik AB）成立於1980年，為一間由延雪平省轄下各地區及市鎮共同持有的股份公司。
2012年，公司轉型為延雪平省下的一個管理部門。
此公司旗下的交通服務由約25家交通公司承包執行，其中包括Nobina Sverige與Arriva，兩者皆負責延雪平市的所有市區交通。
延雪平市區的交通承辦商曾多次易手，分別為Arriva（2008年）、Keolis（2011年）和現時的 Vy 巴士（2021年）。

## 區域列車
延雪平省內設多條鐵路路線，以下為可使用延雪平區域交通車票乘搭之路線：
- 哥德堡/舍夫德 - 法爾雪平 - 延雪平 - 奈舍（西約塔蘭火車（瑞典语：Västtågen））
- 延雪平 - 奈舍 - 阿爾沃斯塔 - 韦克舍（克魯努貝里火車）
- 延雪平 - 奈舍 - 特拉諾斯（克魯努貝里火車）
- 埃克舍 - 奈舍 （ - 延雪平）（克魯努貝里火車）
- 延雪平/奈舍 - 韋納穆 - 哈尔姆斯塔德（克魯努貝里火車）
- 韋納穆 - 阿爾沃斯塔 - 韦克舍（克魯努貝里火車）
- 奈舍 - 韋特蘭達(克魯努貝里火車)

此外，延雪平區域交通的定期票（Periodkort） 也適用於海岸鐵路裏赫斯特拉、格努舍 與韋納穆之間的車站。

## 延雪平市區交通
延雪平的市區交通由四條幹線巴士路線（Citybussarna）組成，這些路線構成了市內公共交通的骨幹，另外還有十條其他市區巴士路線。

### 幹線巴士路線（Stombusslinjer）
延雪平的幹線巴士（Citybussarna）於1996年6月設立，最初設立包含了1號與2號線，這也是瑞典早期實現「想像成輕軌，實際上開巴士」（Tänk spårvagn – kör buss）原則的例子之一。其特色是選擇部分路線提供高班次密度。巴士網路擁有相對較高比例的專用巴士道與公共交通專用號誌，並且路線比早期更為直接。2001年，此系統增設了第三條路線。這些路線的顏色（以及部分走向）和過去延雪平的電車路線相呼應。自2011年6月起，所有幹線均由生物天然氣驅動的鉸接式巴士運行。2021年，Vy Buss AB接手延雪平市區的交通服務，並在接管時建立了4號線，同時也在所有幹線巴士上全面使用電動巴士。

## 外部連結
- 官方網站